# Goniothalamus gigantifolius
Goniothalamus gigantifolius este o specie de plante din genul Goniothalamus, familia Annonaceae, descrisă de Elmer Drew Merrill. Conform Catalogue of Life specia Goniothalamus gigantifolius nu are subspecii cunoscute.